# 李海翼
李 海翼（イ・ヘイク、朝鮮語: 이해익、1905年9月13日 - 1984年9月24日）は、日本統治時代の朝鮮・大韓民国の官僚、政治家、実業家。創氏名は和永 博光。京畿道知事や、大韓民国農林部長官を務めた。

## 人物
本貫は全州李氏。漢城府の現在の西大門区出身。京城第一公立高等普通学校を経て、1930年松山高等学校理科甲類卒業。1933年文官高等試験行政科合格。1934年東北帝国大学法文学部法科卒業。
朝鮮総督府に入庁し、黄海道新渓郡守を経て、1937年黄海道黄州郡守。1939年黄海道農村振興課長。1941年江原道地方課長。1943年開城府尹。1945年米軍政期の京畿道内務部長。
1947年自由新聞社専務。1949年大韓民国内務部地方局長。1950年京畿道知事。1960年大韓民国農林部長官。退任後の1961年に大韓塩業会長就任。塩田を経営し、塩業組合理事長を務めた。